# Liste des plaques commémoratives posées à Paris pour le bicentenaire de la Révolution
Les plaques commémoratives posées à Paris pour le bicentenaire de la Révolution sont des plaques commémoratives posées en 1989 à Paris par l'administration municipale de cette ville dans le cadre des festivités du bicentenaire de la Révolution française.

## Histoire
En 1989, pour le bicentenaire de la Révolution française, le maire de Paris est Jacques Chirac. Il choisit de commémorer la Révolution en laissant une large place au point de vue contre-révolutionnaire note Jocelyn Bézecourt, responsable du site atheisme.org. Ainsi, parmi la quarantaine de plaques commémoratives que la Mairie a posées à cette occasion dans les rues de Paris, une part importante est liée à des prêtres réfractaires, à Louis XVII (dauphin puis prétendant au trône après l'exécution de son père, le roi déchu Louis XVI), et à divers conspirateurs contre la Première République. Par ailleurs plusieurs plaques sont consacrées à Napoléon Ier et à l'Empire.
Outre l'apposition de nouvelles plaques, d'anciennes plaques sont également remplacées : la plaque du Panthéon et celle en mémoire de Claude Chappe, qui avaient été posées respectivement en 1907 et pour le 150e anniversaire de la Révolution en 1939.
Depuis 1989, certaines plaques ont été retirées, notamment celle de la place de la Concorde vers 2021.

## Description
Les plaques sont en marbre et posées aux murs, à l'exception de celle de la place de la Concorde qui est en bronze et scellée au sol.
En dessous du texte rappelant l'objet de la commémoration, les plaques sont estampillées d'une médaille métallique circulaire représentant en son centre la nef du blason de Paris, dans le dessin stylisé qui était à l'époque celui du logo de la Mairie de Paris. Cette nef est entourée des inscriptions « Mairie de Paris » au-dessus, et « 1789 – 1989 » en dessous.
Certaines plaques ont aujourd'hui une apparence différente, car elles ont été remplacées en raison de dégradations depuis leur installation en 1989. C'est notamment le cas de celle de la mairie du 3e arrondissement rappelant l'emplacement du donjon du Temple.

## Liste
| Photo | Texte | Adresse                                                                                                | Arrt | Coordonnées géographiques   | Réf.                              |
| ----- | --- | --- | ---- | --------------------------- | --------------------------------- |
|       | « Ici s'élevait le Couvent des Feuillants où se rassemblèrent à partir de 1791 les députés modérés hostiles aux Jacobins. » | 235 rue Saint-Honoré                                                                                   | 1er  | 48° 51′ 59″ N, 2° 19′ 44″ E | [ D 1 ] [ O 1 ] [ S 1 ]           |
|       | « Ici s'élevait le couvent des Jacobins, dans lequel le club des Amis de la Constitution, connu sous le nom de club des Jacobins, tint séance de novembre 1789 à novembre 1794. » | 58 place du Marché-Saint-Honoré                                                                        | 1er  |                             | [ G 3 ] [ D 2 ]                   |
|       | « Ici le baron de Batz et ses amis tentèrent de faire évader Louis XVI au matin du 21 janvier 1793 » | 52 rue Beauregard                                                                                      | 2e   | 48° 52′ 10″ N, 2° 21′ 02″ E | [ G 3 ] [ D 3 ] [ O 2 ]           |
|       | « Dans cette maison Chamfort né en 1741 se donna la mort le 13 avril 1794 » | 10 rue Chabanais                                                                                       | 2e   | 48° 52′ 03″ N, 2° 20′ 13″ E | [ G 3 ] [ D 3 ] [ O 3 ]           |
|       | « Ici habita de 1778 à 1789 Madame Vigée.Lebrun peintre 1755 . 1842 » | 19 rue de Cléry                                                                                        | 2e   | 48° 52′ 05″ N, 2° 20′ 47″ E | [ G 3 ] [ O 4 ]                   |
|       | « Mairie de l'ancien 2ème arrondissement où fut célébré le 9 mars 1796 le mariage du général Bonaparte et de Joséphine de Beauharnais. » | Hôtel de Mondragon, 3 rue d'Antin                                                                      | 2e   | 48° 52′ 05″ N, 2° 19′ 57″ E | [ G 3 ] [ D 3 ] [ N 1 ] [ O 5 ]   |
|       | « Dans cette maison le 27 février 1804 fut arrêté le général Pichegru impliqué dans la conjuration de Cadoudal » | 11 rue Chabanais                                                                                       | 2e   | 48° 52′ 03″ N, 2° 20′ 13″ E | [ G 3 ] [ N 2 ] [ O 6 ]           |
|       | « Dans cette maison habita en 1793 le Conventionnel Jacques Pierre Brissot 1754 – 1793 » | 1 rue Grétry                                                                                           | 2e   | 48° 52′ 13″ N, 2° 20′ 16″ E | [ G 3 ] [ D 3 ]                   |
|       | « Ici habita en 1791 Jean-Baptiste Bouchotte 1754 – 1840 ministre de la Guerre sous la Convention. » | Hôtel de Vic, 77 rue du Temple                                                                         | 3e   | 48° 51′ 40″ N, 2° 21′ 22″ E | [ D 4 ]                           |
|       | « Sur cet emplacement s'élevait l'hôtel dans lequel demeura Jacques de Flesselles dernier prévôt des marchands de Paris mis à mort devant l'hôtel de ville le 14 juillet 1789 » | Hôtel de Flesselles, 52 rue Madame-de-Sévigné                                                          | 3e   | 48° 51′ 29″ N, 2° 21′ 49″ E | [ G 4 ] [ D 5 ] [ O 7 ] [ S 2 ]   |
|       | « Dans cette maison habita Edmond Louis Alexis Dubois-Crancé député à la Convention et ministre de la Guerre sous le Directoire 1747 – 1814 » | 22 rue Michel-le-Comte                                                                                 | 3e   | 48° 51′ 45″ N, 2° 21′ 21″ E | [ G 4 ] [ D 5 ] [ N 3 ] [ O 8 ]   |
|       | « Vestige de l'ancien couvent des Madelonnettes, fondé en 1618, transformé en prison en 1793 » | Pan de mur subsistant entre les 6 et 8 rue des Fontaines-du-Temple                                     | 3e   | 48° 51′ 56″ N, 2° 21′ 34″ E | [ G 4 ]                           |
|       | « Dans cette maison habita en 1793 Romain de Sèze 1748 – 1828 avocat de Louis XVI » | Hôtel Le Ferron, 20 rue des Quatre-Fils                                                                | 3e   | 48° 51′ 39″ N, 2° 21′ 33″ E | [ G 4 ] [ D 6 ] [ O 9 ]           |
|       | « Ici s'élevait le donjon du Temple où Louis XVI et la famille royale furent emprisonnés à partir du 13 août 1792. » | Mairie du 3e arrondissement, 2 rue Eugène-Spuller                                                      | 3e   | 48° 51′ 51″ N, 2° 21′ 42″ E | [ G 4 ] [ D 6 ] [ S 3 ]           |
|       | « Ancien prieuré Saint-Martin-des-Champs supprimé en 1790. En 1798, les bâtiments ont été affectés au Conservatoire national des arts et métiers, créé par décret de la Convention du 19 vendémiaire an III (10 octobre 1794) sur proposition de l'abbé Grégoire » | 292 rue Saint-Martin                                                                                   | 3e   | 48° 52′ 02″ N, 2° 21′ 17″ E | [ G 4 ]                           |
|       | « Ancienne place de Grève agrandie en 1778, puis en 1853. À cet endroit, le 22 juillet 1789, l'intendant de Paris, Louis Bénigne François de Bertier de Sauvigny et son beau-père Joseph Foullon, conseiller d'État, furent mis à mort. » | 7 place de l'Hôtel-de-Ville                                                                            | 4e   | 48° 51′ 25″ N, 2° 21′ 04″ E | [ G 5 ] [ D 7 ] [ O 10 ]          |
|       | « Vestige du bâtiment d'entrée de la prison de la Petite-Force 1785 – 1845 » | Pan de mur subsistant sur l'hôtel de Lamoignon, 24 rue Pavée                                           | 4e   | 48° 51′ 25″ N, 2° 21′ 41″ E | [ G 5 ]                           |
|       | « Ici était l'entrée de la prison de la Grande-Force. ( 1782 . 1845 ) À cet endroit 161 détenus, dont la princesse de Lamballe, furent mis à mort les 3,4 et 5 septembre 1792 » | 2 rue du Roi-de-Sicile                                                                                 | 4e   | 48° 51′ 20″ N, 2° 21′ 39″ E | [ G 5 ] [ D 8 ] [ S 4 ]           |
|       | « Ici se trouvait le Théâtre du Marais construit en 1791 où furent jouées plusieurs pièces de Beaumarchais » | 11 rue Madame-de-Sévigné                                                                               | 4e   | 48° 51′ 22″ N, 2° 21′ 44″ E | [ G 5 ] [ D 9 ] [ O 11 ] [ S 5 ]  |
|       | « Dans cette maison mourut le 3 février 1806 Nicolas-Edme Restif de La Bretonne auteur du “Paysan perverti„ et des “Nuits de Paris„ » | 16 rue de la Bûcherie                                                                                  | 5e   | 48° 51′ 07″ N, 2° 20′ 55″ E | [ G 1 ] [ D 10 ]                  |
|       | « Ancienne église Ste Geneviève Monument commencé en 1764 sur les plans de Soufflot affecté à la sépulture des grands hommes par l'Assemblée constituante le 4 avril 1791 » | Place du Panthéon, sur le socle du candélabre au coin de la grille, côté bibliothèque Sainte-Geneviève | 5e   | 48° 50′ 48″ N, 2° 20′ 43″ E | [ G 1 ]                           |
|       | « Dans cette maison habita en 1791 le député girondin Charles Barbaroux 1767 – 1794 » | 20 rue Mazarine                                                                                        | 6e   | 48° 51′ 23″ N, 2° 20′ 14″ E | [ D 11 ] [ O 12 ]                 |
|       | « Ancien couvent des Petits-Augustins dans lequel Alexandre Lenoir installa le Musée des Monuments français à partir de 1790 » | École des Beaux-Arts, 14 rue Bonaparte                                                                 | 6e   | 48° 51′ 24″ N, 2° 20′ 05″ E | [ G 6 ] [ D 11 ] [ O 13 ]         |
|       | « Jean-Jacques de Cambacérès Conventionnel archi-chancelier de l'Empire 1753 – 1824 principal rédacteur du Code civil demeura dans cette maison de 1795 à 1800 » | 5 rue de l'Ancienne-Comédie                                                                            | 6e   |                             | [ G 1 ] [ D 12 ] [ N 4 ]          |
|       | « Ancien couvent des Carmes Dans ce lieu transformé en prison 114 prêtres furent massacrés le 2 septembre 1792 » | Institut catholique, 70 rue de Vaugirard                                                               | 6e   | 48° 50′ 53″ N, 2° 19′ 50″ E | [ G 6 ] [ D 13 ] [ O 14 ] [ S 6 ] |
|       | « Ce passage fut un haut lieu de la Révolution française Au no 8 était installée l'imprimerie dans laquelle Marat fit paraître son journal “L'Ami du peuple„ en 1793 Au no 9 se trouvait l'atelier du charpentier Schmidt qui fabriqua la première guillotine en 1792 Au no 20 (emplacement de l'actuelle statue) Danton habita de 1789 jusqu'à son arrestation le 30 mars 1794 » | 9 cour du Commerce-Saint-André                                                                         | 6e   | 48° 51′ 10″ N, 2° 20′ 21″ E | [ D 14 ]                          |
|       | « Ici s'élevait l'ancien couvent des Cordeliers où la Société des droits de l'homme et du citoyen connue sous le nom de Club des cordeliers tint séance de 1791 a 1794 » | Campus des Cordeliers, 15 rue de l'École-de-Médecine                                                   | 6e   |                             | [ D 14 ] [ O 15 ]                 |
|       | « Dans cette maison Camille Desmoulins 1760 – 1794 habita de 1782 jusqu'à son arrestation le 30 mars 1794 » | 22 rue de l'Odéon                                                                                      | 6e   | 48° 51′ 01″ N, 2° 20′ 19″ E | [ G 1 ] [ D 15 ]                  |
|       | « Dans cette maison Lucile Duplessis guillotinée le 13 avril 1794 habita avant son mariage avec Camille Desmoulins » | 22 rue de Condé                                                                                        | 6e   | 48° 51′ 02″ N, 2° 20′ 17″ E | [ G 1 ] [ D 15 ] [ O 16 ]         |
|       | « Dans cette maison le 28 mai 1831 mourut l'abbé Grégoire évêque constitutionnel comte de l'Empire membre de l'Institut défenseur des droits des Juifs et des Noirs » | 44 rue du Cherche-Midi                                                                                 | 6e   | 48° 50′ 58″ N, 2° 19′ 34″ E | [ G 6 ] [ D 16 ] [ N 5 ] [ O 17 ] |
|       | « Ici s'élevait la prison de l'Abbaye où les massacres de septembre 1792 firent 326 victimes » | 133 boulevard Saint-Germain                                                                            | 6e   | 48° 51′ 11″ N, 2° 20′ 07″ E | [ D 17 ] [ O 18 ]                 |
|       | « Ici Jean Sylvain Bailly premier maire de Paris a été guillotiné le 11 novembre 1793 » | 2 avenue de La Bourdonnais                                                                             | 7e   | 48° 51′ 37″ N, 2° 17′ 45″ E | [ G 6 ] [ D 18 ] [ O 19 ]         |
|       | « Ici était le cabaret des “Deux Anges” où logea en 1804 le Chouan Georges Cadoudal 1771 – 1804 alors qu'il préparait son complot contre Bonaparte » | 98 rue du Bac                                                                                          | 7e   | 48° 51′ 14″ N, 2° 19′ 26″ E | [ G 6 ] [ D 19 ] [ N 6 ] [ O 20 ] |
|       | « Talleyrand 1754 – 1838 habita cette maison en 1790 » | 17 rue de l'Université                                                                                 | 7e   | 48° 51′ 26″ N, 2° 19′ 45″ E | [ D 20 ] [ N 7 ]                  |
|       | « Cette place, inaugurée en 1763, fut appelée, à l'origine, place Louis XV. De novembre 1792 à mai 1795 alors dénommée place de la Révolution, elle fut le lieu principal des exécutions publiques, dont celle de Louis XVI le 21 janvier 1793 et de Marie-Antoinette le 16 octobre 1793. »                                                                                       | Place de la Concorde, devant l'obélisque, côté Champs-Élysées                                          | 8e   | 48° 51′ 56″ N, 2° 19′ 16″ E | [ O 21 ]                          |
|       | « Ancien cimetière Sainte-Marguerite où furent inhumés en juin 1794 les corps des 73 personnes guillotinées place de la Bastille et le 10 juin 1795, celui de l'enfant mort au donjon du Temple » | Église Sainte-Marguerite, 36 rue Saint-Bernard                                                         | 11e  | 48° 51′ 11″ N, 2° 22′ 51″ E | [ G 7 ] [ D 21 ]                  |
|       | « Dans cette maison, habita en 1793 le député girondin Armand Gensonné 1758 – 1793 » | 19 rue Saint-Sébastien                                                                                 | 11e  |                             | [ G 7 ] [ D 22 ]                  |
|       | « Ici à la Barrière du Trône l'échafaud fut installé du 13 juin au 28 juillet 1794 » | Place de l'Île-de-la-Réunion, bâtiment sud de la barrière du Trône, façade arrière                     | 12e  | 48° 50′ 51″ N, 2° 23′ 55″ E | [ G 7 ] [ D 23 ] [ O 22 ]         |
|       | « Ici dans deux fosses communes ont été inhumés les corps de plus de 1300 personnes guillotinées sur la place du Trône du 13 juin au 28 juillet 1794 » | Cimetière de Picpus, 35 rue de Picpus                                                                  | 12e  | 48° 50′ 39″ N, 2° 23′ 47″ E | [ G 7 ] [ D 23 ]                  |
|       | « Ici s'élevait le château de Grenelle. Transformé en manufacture de poudres sous la Révolution, il fut détruit le 31 août 1794 par une explosion qui causa la mort de plus de cent personnes. » | 16 place Dupleix                                                                                       | 15e  | 48° 51′ 05″ N, 2° 17′ 44″ E | [ G 2 ] [ D 24 ]                  |
|       | « Dans cet hôtel habita Marie-Thérèse Louise de Savoie-Carignan princesse de Lamballe amie dévouée de la reine Marie-Antoinette 1749 – 1792 » | Hôtel de Lamballe, 17 rue d'Ankara                                                                     | 16e  | 48° 51′ 20″ N, 2° 16′ 54″ E | [ G 2 ] [ D 25 ] [ O 23 ]         |
|       | « Dans cette maison habita Olympe de Gouges écrivain féministe 1748 – 1793 » | 4 rue du Buis                                                                                          | 16e  | 48° 50′ 50″ N, 2° 16′ 04″ E | [ G 2 ] [ O 24 ]                  |
|       | « Cette maison, achetée par le baron de Batz en 1787, servit de refuge aux conjurés royalistes qui tentèrent de sauver Louis XVI le 21 janvier 1793. » | Enceinte du jardin de l'Hospice-Debrousse 148 rue de Bagnolet                                          | 20e  | 48° 51′ 43″ N, 2° 24′ 23″ E | [ G 2 ]                           |
|       | « Claude Chappe 1763 – 1805 fit en 1793 sur les hauteurs de Belleville l'expérience du télégraphe aérien qui annonça les victoires des armées de la République ———— Emplacement de la propriété de L. M. Lepeletier de Saint Fargeau membre de la Convention nationale 1760 – 1793 ———— Plaque apposée à l'occasion du 150ème anniversaire de la Révolution française »           | Cimetière de Belleville, bureaux de la conservation, 40 rue du Télégraphe                              | 20e  | 48° 52′ 28″ N, 2° 23′ 57″ E | [ G 2 ] [ N 8 ]                   |